# Ciecz magnetoreologiczna
Ciecz magnetoreologiczna (ang. magnetorheological fluid) – substancja zbliżona do ferrofluidu, która składa się z drobin ferromagnetyku o wielkości od 1 do 10 μm. Pod wpływem silnych pól magnetycznych, lepkość dynamiczna tej cieczy ulega znacznym zmianom.
Ze względu na te cechy, znajduje zastosowania w inteligentnych układach napędowych (sprzęgła, hamulce), tłumiących (amortyzatory, tłumiki drgań i pochłaniacze energii), a także w obróbce dokładnościowo-gładkościowej powierzchni (polerowanie magnetoreologiczne).